# Emil Soravuo
Emil Soravuo (Espoo, 28 marzo 1997) è un ginnasta finlandese.

## Biografia
Ha rappresentato la Finlandia ai Giochi olimpici giovanili di Nanchino 2014, senza riuscire a salire sul podio.
Ai Campionati nordeuropei di Limerick 2015 è riuscito a conquistare l'oro nel volteggio e il bronzo nel concorso a squadre. A quelli di Trondheim 2016 ha ottenuto l'argento nel volteggio.
Ai Giochi europei di Minsk 2019 ha vinto la medaglia d'oro nel corpo libero, precedendo sul podio il britannico Giarnni Regini-Moran e l'ucraino Petro Pachnjuk.
Agli europei individual di Basilea 2021 si è piazzato decimo nel corpo libero.

## Palamarès
- Giochi europei

Minsk 2019: oro nel corpo libero;
- Campionati nordeuropei

Limerick 2015: oro nel volteggio; bronzo nel concorso a squadre;
Trondheim 2016: argento nel volteggio;